# Warner (Oklahoma)
Warner és un poble dels Estats Units a l'estat d'Oklahoma. Segons el cens del 2000 tenia 1.430 habitants.

## Demografia
Segons el cens del 2000, Warner tenia 1.430 habitants, 509 habitatges, i 344 famílies. La densitat de població era de 434,7 habitants per km².
Dels 509 habitatges en un 31,2% hi vivien nens de menys de 18 anys, en un 52,5% hi vivien parelles casades, en un 12,6% dones solteres, i en un 32,4% no eren unitats familiars. En el 27,1% dels habitatges hi vivien persones soles l'11% de les quals corresponia a persones de 65 anys o més que vivien soles. El nombre mitjà de persones vivint en cada habitatge era de 2,45 i el nombre mitjà de persones que vivien en cada família era de 2,99.
Per edats la població es repartia de la següent manera: un 23% tenia menys de 18 anys, un 24,8% entre 18 i 24, un 22,2% entre 25 i 44, un 17,4% de 45 a 60 i un 12,6% 65 anys o més.
L'edat mediana era de 27 anys. Per cada 100 dones de 18 o més anys hi havia 91,5 homes.
La renda mediana per habitatge era de 22.500 $ i la renda mediana per família de 27.596 $. Els homes tenien una renda mediana de 24.479 $ mentre que les dones 14.960 $. La renda per capita de la població era de 10.696 $. Entorn del 20% de les famílies i el 25,3% de la població estaven per davall del llindar de pobresa.

## Poblacions més properes
El següent diagrama mostra les poblacions més properes.